# Bruce Dickinson
Bruce Dickinson (født Paul Bruce Dickinson, 7. august 1958 i Worksop, England) er en engelsk sanger, sangskriver, musiker, pilot, fægter, forfatter, radiovært, foredragsholder og iværksætter. Mest kendt som forsanger i heavy metal-bandet Iron Maiden. Han er uddannet pilot og ansat i Astraeus Airlines, hvor han den 16. september 2010 blev udnævnt som marketingschef. I 2015 gennemgik han en operation for cancer på tungen, forårsaget af HPV-virus.

## Musikalsk løbebane
Dickinson var forsanger i forskellige lokale Bands fra 1976 til 1979, hvor han blev hyret af Heavy Metal gruppen Samson. Han forlod Samson i 1981, angiveligt på grund af musikalske uoverensstemmelser. Kort efter blev han optaget som Iron Maidens nye forsanger efter den fyrede Paul DiAnno. Dickinson pladedebuterede hos Maiden i 1982 på albummet The Number of the Beast.
Dickinson forlod Iron Maiden i 1993 for at fremme en solokarierre. Han eksperimenterede her med forskellige rock og Heavy Metal genrer uden at opnå kommerciel succes. Dickinson vendte tilbage til Maiden i 1999 samtidig med guitaristen Adrian Smith. Siden da har Dickinson kun udgivet et enkelt soloalbum, Tyranny of Souls. De to perioder med Maiden har givet Dickinson verdensomspændende ry som en af de bedste og mest populære heavy metal vokaler hidtil.

## Solokarriere
I 1989 blev Dickinson opfordret til at skrive en af sangene til filmen A Nightmare on Elm Street 5: The Dream Child, Han modtog udfordringen og skrev sammen med Janick Gers "Bring Your Daughter to the Slaughter". Samme år deltog han i en optagelse af Deep Purple's "Smoke on the Water" til brug for det humanitære projekt Rock Aid Armenia. Sangene til hans solo debut, Tattooed Millionaire blev skrevet i løbet af få uger og udgivet i maj 1990. Han påbegyndte indspilningen af sit næste album det følgende år, men var utilfreds med produktionen, hvorefter han begyndte et samarbejde med Tribe of Gypsies som backing. Det endelige resultat udkom i 1994 med titlen
Balls to Picasso. Efter forskellige eksperimenter med andre musikere, vendte Dickinson tilbage til heavy metal traditionen på Accident of Birth, hvor Adrian Smith medvirkede som guitarist.. The Chemical Wedding var inspireret af William Blake's digte, bl.a. i sangen "Book of Thel". Dickinson nåede også at udgive en cover version af Queen's "Bohemian Rhapsody" i duet med Montserrat Caballé,

## Interesseområder
Dickinsons interesser omfatter litteratur, fægtning (hvor han har grundlagt fægteudstyrsfirmaet "Duellist"), historie, som han har læst på universitetet og jernbanedrift. Han har licens som pilot og flyver Boeing 757 for det britiske charterselskab Astraeus Airlines, hvor han er ansat som kaptajn.
På turneen i 2008-2009 havde Iron Maiden fået et Boeing 747 ombygget, således at det kunne medbringe udstyr til deres koncerter. Dickinson selv var pilot på flyet, der havde tilnavnet "Ed Force One".
Dickinson har haft en række forskellige radioshows på flere BBC-kanaler og har været vært for flere forskellige programmer på Discovery Channel. Dickinson er kendt for sit stærke engagement i bekæmpelse af stofmisbrug.
19. oktober 2017 blev Dickinsons selvbiografi  udgivet verden over. I forlængelse af bogudgivelsen har Dickinson holdt en række foredrag over hele kloden, herunder i København i september 2018 samt november 2019.

## Diskografi
Iron Maiden
- 1982: The Number of the Beast
- 1983: Piece of Mind
- 1984: Powerslave
- 1986: Somewhere in Time
- 1988: Seventh Son of a Seventh Son
- 1990: No Prayer for the Dying
- 1992: Fear of the Dark
- 2000: Brave New World
- 2003: Dance of Death
- 2006: A Matter of Life and Death
- 2010: The Final Frontier
- 2015: The Book of Souls
- 2021: Senjutsu

Bruce Dickinson
- 1990: Tattooed Millionaire
- 1994: Balls to Picasso
- 1996: Skunkworks
- 1997: Accident of Birth
- 1998: The Chemical Wedding
- 2005: Tyranny of Souls
- 2024: The Mandrake Project

Samson
- 1979: Survivors
- 1980: Head On
- 1981: Shock Tactics
- 1990: Live at Reading 1981